# Эмбрих, Эрик
Эрик Эмбрих (фин. Erik Embrich; 23 февраля 1997, Хельсинки, Финляндия) — финский и эстонский хоккеист, нападающий.

## Биография
Воспитанник финского клуба ХИФК. В сезоне 2016/17 дебютировал в местной СМ-Лиге за «Эссят». Вскоре нападающий попал в систему клуба КХЛ «Йокерит». 7 декабря 2018 года Эмбрих дебютировал за его основу в матче против ярославского «Локомотива», в котором его команда добилась победы со счетом 3:0. Весной 2019 года принимал участие в дебютном для себя Плей-офф Кубка Гагарина.
Вызывался в расположение юношеских и молодежной сборной Финляндии. В 2023 году дебютировал за сборную Эстонии на домашнем Чемпионате мира по хоккею с шайбой в дивизионе «1B».

## Семья
Родился в эстонско-русской семье. Его старший брат Рихо (род. 1993) также является хоккеистом. Он родился в Таллине и выступает за сборную.